# Thorius
Thorius là một chi động vật lưỡng cư trong họ Plethodontidae, thuộc bộ Caudata. Chi này có 23 loài và 96% bị đe dọa hoặc tuyệt chủng.